# 浜本篤史
浜本 篤史（はまもと あつし）は、日本の社会学者。専門は開発社会学、環境社会学、中国地域研究。早稲田大学社会科学部教授。

## 人物・経歴
東京都立大学大学院社会科学研究科博士課程修了、博士（社会学）。住宅総合研究財団研究選奨受賞。2017年環境社会学会理事。東洋大学社会学部教授。2019年河海大学中国移民研究センター学術顧問委員、環境社会学会理事・事務局長。早稲田大学社会科学総合学術院社会科学部教授。専門は開発社会学、環境社会学、中国地域研究。

## 著作
- 『政策決定としての公共事業中止と計画予定地の住民心理 : 茨城県緒川ダム計画・鳥取県中部ダム計画の二事例より』東京都立大学社会学研究会 2002年
- 『SARS感染拡大状況下における北京在住日本人留学生の認識と対処行動に関する調査報告』名古屋市立大学大学院人間文化研究科浜本研究室 2007年

### 編著
- 『御母衣ダムと荘白川地方の50年』まつお出版 2011年
- 『開発社会学を学ぶための60冊 : 援助と発展を根本から考えよう』（佐藤寛, 佐野麻由子, 滝村卓司と共編著）明石書店 2015年
- 『「聞き書き」で地域をつくる : 聞く人がいて、話す人がいる』（佐野直子と共編著）名古屋市立大学大学院人間文化研究科佐野直子研究室 2018年

### 編集
- 『北京市崇文区における都市再開発と住民の経験(1990-2009)』住総研 2011年
- 『発電ダムが建設された時代 : 聞き書き御母衣ダムの記憶』グローバル社会を歩く研究会 2014年